# Antoine-Philippe de La Trémoïlle
Antoine-Philippe de La Trémoïlle (francès: Antoine-Philippe de La Trémoille)  (París, 27 de setembre de 1765 - Laval, 27 de gener de 1794) va ser príncep de Talmont o Talmond (ambdues grafies són acceptables) i comandant de la cavalleria de l'Exèrcit Catòlic i Reial de la Vandea.

## Orígens
Segon dels quatre fills del Par de França, Jean Bretagne Charles de la Trémoille (1737-1792), duc de Thouars, comte de Laval i baró de Vitre, i de | Maximilienne-Louise de Salm-Kyrbourg (1744-1790). La seva residència era el castell de Laval. El 23 de gener de 1785 va contreure matrimoni amb Henriette-Louise-Françoise-Angélique d'Argouges (1767-1831).
A la fi de 1791, després de mantenir-se al marge de la revolució, es va incorporar a una conspiració contrarevolucionària a Poitou. Aquesta va fracassar i es va haver d'exiliar a Anglaterra, d'aquí es va reunir amb altres emigrants i va partir a vers el Rin, incorporant-se als "Chevaliers de la Couronne", («Cavallers de la Corona»), al costat del comte Louis de Frotté (1766-1800). Va combatre sota les ordres del futur Carles X, sent enviat a revoltar les províncies occidentals de país.
Després de l'execució del rei es va instal·lar a Boulogne-Billancourt, prop de París, per intentar amotinar la capital francesa amb ajuda del seu germà, l'abat Charles-Godefroi Auguste de la Trémoïlle (1765-1794). Coneixedor de la revolta a Bretanya i Maine, poc abans que comencés la Revolta de La Vendée, va obtenir un passaport fals amb nom del seu germà i va viatjar el 10 de març de 1793 a Normandia, Maine i Anjou per reclutar seguidors.
Deu dies després va ser arrestat a Dénezé-sous-le-Lude i portat després a Baugé. Posteriorment va passar a les presons d'Angers sota la jurisdicció del Comitè de Salvació Pública. El seu germà va reaccionar organitzant una conspiració per alliberar-lo. Un membre de la Muntanya, Nicolas Chambon (1748-1826), estava encarregat d'interrogar-i, aparentment, tornar-lo a París. No obstant això, la conspiració del seu germà, en el si mateix de la Convenció Nacional, va aconseguir la seva comesa. Va ser alliberat amb la complicitat dels seus guàrdies i dut a Laval. Escortat per camperols va viatjar a Saumur. Quan va arribar, al juny, va ser rebut amb entusiasme pels rebels, nomenat comandant de la cavalleria i membre del Consell Superior de l'Exèrcit Catòlic i Real.

## Revolta de La Vendée
Trémoïlle destacaria pel seu valor en el fallit atac a Nantes, el 28 de juny, arengant diverses vegades a les tropes i arribant a ser ferit. Participaria en tots els combats posteriors, i després d'una sèrie de contínues derrotes, seria dels primers a donar suport a la idea de creuar el Loira i refugiar-se a Bretanya. Després de la derrota de Cholet (17 d'octubre) va protegir amb quatre mil realistes Saint-Florent-le-Vieil per permetre a l'exèrcit rebel i els civils vandeans travessar el riu per posar-se fora de perill. Començava així el Gir de galerna.
En el consell posterior, es va oposar amb vehemència a l'opinió d'altres caps de retornar a la Vendée i va proposar anar a Sant-Maloù per rebre l'ajuda promesa per chouanes (seguidors de Jean Chouan) i anglesos. Sabia també que la seva família tenia influència a la regió de Laval, el que li motivava a anar cap allà. Molts chouanes s'incorporarien a les seves tropes nouvingudes a Laval, posant-se a les ordres de Trémoïlle, serien anomenats Petite-Vendée, «petits vandeans». Poc després, el príncep amb el marquès Guy-Joseph de Donnissan (1737-1794) i l'abat Étienne-Alexandre Bernier (1762-1806) van aconseguir més de nou-centes mil lliures en paper moneda. També es distingiria en la presa de Entrammes (26 d'octubre).
Després de la victòria va marxar amb Jacques Nicolas Fleuriot de la Fleuriais (1738-1824) de Laval a Vitré per reclutar més homes. Posteriorment va seguir la resta de l'exèrcit a Fougères, aconseguint nous suports en el camí. Després acampar a Cotentin, els rebels van posar setge a Granville. El seu objectiu era aconseguir un port des d'on rebre els ajuts britàniques que havien de venir de Francis Rawdon-Hastings (1754-1826), Lord Moira, qui estava a punt de salpar des de Jersey. No obstant això, els rebels van ser rebutjats en el seu assalt a la ciutat i desanimats es van retirar de la costa. Durant la retirada el príncep, el duc Paul Casa Victoire de Beauvilliers (1766-1794), Toussaint Gabriel Gilbert de Solérac (m. 1824) i l'abat Bernier es van separar de l'exèrcit, van prendre un bot i van navegar per la costa, el que va ser interpretat com una deserció. Es va enviar a un piquet de genets al comandament de Jean-Nicolas Stofflet (1753-1796) a buscar-los. Aquest els va capturar i va portar de tornada amb els altres caps rebels, els quals els van acusar d'intentar fugir a Anglaterra pel seu compte. Trémoïlle i companyia es van defensar dient que pretenien anar a Jersey reclamar l'ajuda promesa i deixar a Anglaterra fora de perill a diverses dones i nens.
De totes maneres, el príncep tornaria a demostrar el seu valor en Dol-de-Bretagne i Antrain, on es van desenvolupar combats entre el 20 i 22 de novembre. No obstant això, va acabar en una nova derrota, obligant al príncep i tot l'exèrcit a retirar-se mentre Henri de La Rochejaquelein (1772-1794) defensava la rereguarda amb un grapat d'homes. Posteriorment, van atacar Angers (3-4 de desembre), el que va ser un altre desastre. Poc després va venir d'una catàstrofe a Le Mans (14 de desembre), on Trémoïlle va destacar pel seu intent d'impedir als hússars enemics entrar a la ciutat. La derrota de Le Mans va significar que l'exèrcit rebel va quedar separat del de la Rochejaquelein i els seus principals líders, motiu de la qual cosa es va nomenar a Fleuriot com a comandant en cap, el que va ferir en gran manera al príncep, qui es va sentir lliure de les seves obligacions militars. Va viatjar a reunir-se amb Jean Chouan (1757-1794) vers de la costa, però va acabar per virar amb rumb a Normandia després d'assabentar que els chouans de Joseph de Puisaye (1755-1827) no pensaven protegir la Bretanya.

## Captura i execució
Anava disfressat de pagès amb tot just tres acompanyants quan una patrulla de la Guàrdia Nacional els interceptà a La Bazouge-du-Désert el 31 de desembre. Portava alguns articles de luxe, trenta mil lliures i un passaport. Inicialment, les autoritats militars no el van reconèixer però la filla d'un hostaler el va saludar com a príncep de Talmont, quedant sentenciat. Va ser portat a Rennes, on va arribar el 2 de gener de 1794. Després d'un llarg interrogatori a càrrec de François-Joachim Esnue-Lavallée (1751-1816) es va recomanar que fos enviat a París per sotmetre-ho a la Convenció Nacional. Entre tant, estava sota la custòdia del general Jean Antoine Rossignol (1759-1802), els administradors i oficials agradaven d'humiliar i maltractar els presoners. Sabent-que el príncep estava malalt de tifus, el qual feia estralls entre els empresonats, va ser portat a Vitre per Esnue-Lavallée, qui ja tenia ordres de transportar-lo a la capital francesa. Anava fortament escortat. El príncep estava moribund ja Esnue-Lavalle li havien arribat informes (erronis) que Jean Chouan venia a alliberar-lo en quant passessin per Laval, així que va decidir condemnar-immediatament a mort (com segurament es faria a París) seguint les ordenances d'executar a tot rebel i l'afusellaren la nit del 27 de gener al costat del castell de la seva família, a prop de Laval.
El seu cos va ser decapitat i exposat per dos dies al castell fins que es va enterrar al pati. El seu únic fill, Léopold de la Trémoïlle, nascut el 1787, seria coronel de l'5è regiment de cavalleria i moriria sense descendència el 7 de novembre de 1815. El cap del príncep no va ser trobat, així que només el seu cos va ser enterrat a la cripta familiar en 1817.